# Karašička aluvijalna nizina
 Karašička aluvijalna nizina , jedna od 4 baranjske mikroregije. Obuhvaća prostor sjeverno od kanala Male Karašice i rječice Karašice i naselja Branjina, Branjin Vrh, Draž, Duboševica, Gajić, Kneževo, Luč, Popovac,  Šećerana, Šumarina i Topolje.